# Majid Adibzadeh
Majid Adibzadeh (anhörenⓘ persisch مجید ادیب زاده; * 1980) ist ein iranischer Schriftsteller und Forscher im Feld der Politik, Geschichte, Kultur, Kunst und die Probleme der Geisteswissenschaften von Iran.

## Wissenschaftliches Werk
Seine Bücher behandeln Themen wie «Theorien der Demokratie», «Geisteswissenschaften und Universität im Iran», «die Ursprünge der modernen Rationalität und Modernität im Iran», «Der moderne Staat im Iran», «Die historischen Bedingungen des wissenschaftlichen Denkens im Iran», «moderne Persische Literatur und iranische politische Kultur» und «iranische Diskurse und politische Herausforderungen zwischen Iran und dem Westen».

## Schriften
- Rationalisierungssprung in der Morgendämmerung des modernen Iran. Qoqnoos Verlag, Teheran 2014, ISBN 978-6-00278078-2.
- Die Genealogie des wissenschaftlichen Denkens im Iran. Alefbaye Farhang Verlag, Teheran 2013, ISBN 978-6-00935570-9.
- Reich der Mythen und Bild des Westens : Die Psychoanalyse des literarischen Diskurses im Iran 1953–1978. Qoqnoos Verlag, Teheran 2012, ISBN 978-964-311-991-1.
- Fruchtbaren Modernität und unproduktiv Denken : Die historische Herausforderung der moderne Staat und die Fruchtbarkeit der Humanwissenschaften im Iran. Qoqnoos Verlag, Teheran 2011, ISBN 978-964-311-911-9.
- Wissens Demokratie : Über die Demokratisierung des Wissens. Qoqnoos Verlag, Teheran 2009, ISBN 978-964-311-802-0.
- Sprache, Diskurs und Außenpolitik : Dialektik Darstellung des Westens in der Iranischen symbolische Welt. Akhtaran Verlag, Teheran 2008, ISBN 978-964-8897-54-8.